# Snønutane
Die Snønutane (norwegisch für Schneegipfel) sind eine Gruppe von Berggipfeln im ostantarktischen Königin-Maud-Land. Sie ragen aus dem Inlandeis unmittelbar östlich der Snøbjørga im Mühlig-Hofmann-Gebirge auf.
Norwegische Kartografen verliehen der Gruppe einen deskriptiven Namen und kartierten sie anhand von Vermessungen und Luftaufnahmen der Dritten Norwegischen Antarktisexpedition (1956–1960).